# Квітка

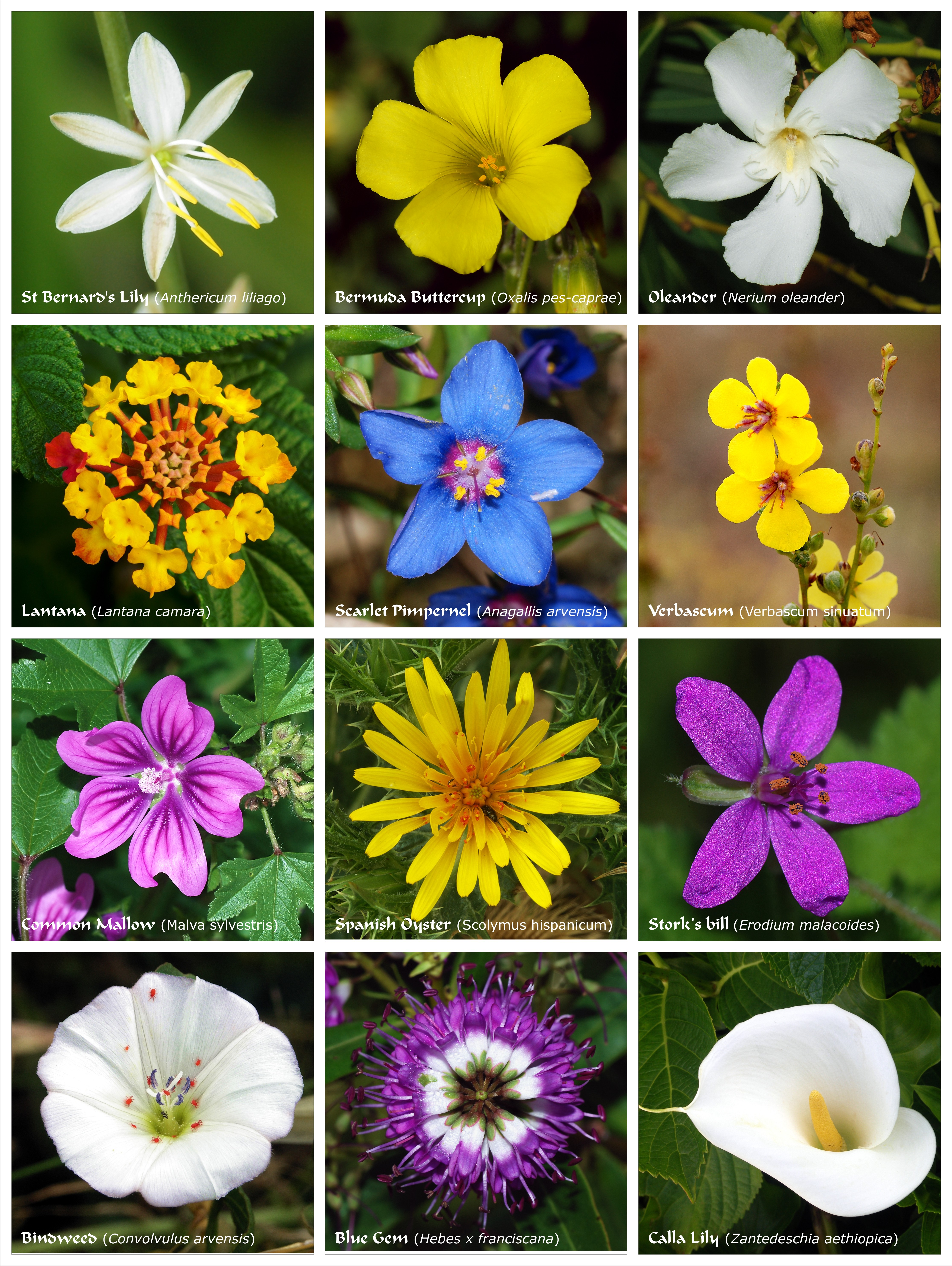
Квіти різних таксонів рослин

Кві́тка — видозмінений укорочений, нерозгалужений пагін з обмеженою здатністю росту, метаморфізованими листками, призначений для запилення, статевого процесу і утворення насіння та плодів, що формується у квіткових рослин.
Квітка — складна система органів, що забезпечує насінневе розмноження покритонасінних (квіткових) рослин. У двостатевій квітці проходять мікро- і мегаспорогенез, мікро- і мегагаметогенез, запилення, запліднення, розвиток зародка, утворення плоду з насінням. Поява квітки в процесі еволюції — ароморфоз, який забезпечив широке розселення покритонасінних на Землі.
Квіткою закінчується головне або бічні стебла. Безлиста частина стебла під квіткою називається квітконіжкою. У сидячих квіток квітконіжка вкорочена або відсутня. Квітконіжка переходить у вкорочену вісь квітки, її стеблову частину — квітколоже. Форма квітколожа може бути різною, на ньому розташовані усі інші частини квітки: чашолистки, що утворюють чашечку, пелюстки, які формують віночок, тичинки і маточка. В повній квітці є всі частини. Нижні її долі утворюють оцвітину, що часто складається з чашечки та віночка, вище розташовані тичинки та маточка з приймочкою.
Пагін, на якому розташована квітка або суцвіття, часто називають квітконосом. Листок, з пазухи якого виходить квітка, називають криючим стосовно цієї квітки.
У рослин на квітконіжці є невеликі листочки — приквітки. Іноді приквітками називають криючі листки, а листочки на квітконіжках — приквітничками (наприклад, у фіалки).

## Гіпотези походження квітки
У грудні 2018 року на основі аналізу викопних решток рослин, названих Nanjinganthus, було отримано дані, що  перші квіти виникли 250 млн років тому.
Зі спроб зрозуміти походження найбільш типової для покритонасінних двостатевої квітки з так чи інакше влаштованою оцвітиною зародилися основні гіпотези походження покритонасінних рослин (Angiospermae) як таксона.
- Псевдантова теорія:

Час: початок XX століття.
Основоположники: Адольф Генріх Густав Енглер, Ріхард Веттштейн.
Теорія заснована на уявленні про походження квіткових від гнетоподібних голонасінних предків. Була розроблена оригінальна концепція походження квітки — ідея про незалежне виникнення частин квітки як органів «sui generis». Передбачалося, що первинними у покритонасінних були роздільностатеві запилювані вітром квіти з невеликим і строго фіксованим числом частин, а подальша їх еволюція йшла по лінії від простого до складного.
- Стробілярна, або евантова теорія:

Час: кінець XVIII століття — початок XX століття.
Основоположники: Й. В. Ґете, О. П. Декандоль (типологічні побудови), Н. Арбер та Дж. Паркін.
Відповідно до цієї теорії, найближчі до предків покритонасінних мезозойські бенетити, а вихідний тип квітки представляється схожим з тим, що спостерігається у багатьох сучасних багатоплідних: двостатева ентомофільна квітка з подовженою віссю, великим і невизначеним числом вільних частин. Подальша еволюція квітки в межах покритонасінних мала редукційний характер.
- Теломна теорія:

Час: з 30-х років XX століття.
Основоположник: Вальтер Ціммерман.
Відповідно до цієї теорії, всі органи вищих рослин походять та незалежно розвиваються з теломів; вищі рослини зі справжніми коренями і пагонами походять від риніофітів, тіло яких було представлено системою дихотомічно розгалужених простих циліндричних осьових органів — теломів та мезомів. У ході еволюції в результаті перевершинювання, сплощення, зрощення і редукції теломів виникли всі органи покритонасінних рослин. Листя насіннєвих рослин виникли зі сплощених та зрощених між собою систем теломів; стебла — завдяки бічному зрощенню теломів; коріння — з систем підземних теломів. Основні частини квітки — тичинки і маточки — виникли зі спороносних теломів і еволюціонували незалежно від вегетативних листків.

## Утворення квітки

### Фази утворення квітки
Як ми бачимо, процес утворення квітки складний і багатоступеневий. Він індукується довжиною дня або фотоперіодом та холодом (яровизація). Лише в деяких видів при відсутності індуктивних умов утворення квіток не спостерігається зовсім — повний контроль цвітіння зовнішнім середовищем. У видів індуктивні умови прискорюють цей процес (кількісний контроль) або зовсім не діють (автономне утворення квіток).
Після закінчення першої фази ініціації цвітіння наступає друга, завершальна (евокація), під час якої в апексі відбуваються процеси, які обумовлюють появу зачаткових елементів квітки. Якщо сприйняття фотоперіоду можна назвати листковою фазою ініціації цвітіння, то евокація — це фаза, яка реалізується в апексі стебла. В ході евокації під впливом флорального стимулу в конусі наростання стебла індукується експресія генів, що відповідають за морфогенетичну програму квіткоутворення. Збільшується кількість клітинних поділів, змінюється форма апекса.

### Фізіологічні та морфологічні процеси утворення квітки
Фізіологічно і морфологічно виділяються групи ініціальних клітин, особливості поділу яких визначають наступний етап морфогенезу кожної частини квітки. Першими закладаються чашолистки, з'являються примордії пелюсток, потім послідовно закладаються тичинки і плодолисточки.
Примордії плодолисточків поступово набувають підковоподібної форми, подовжуються і зростаються краями. Таким чином утворюється маточка. На внутрішній стороні кожного плодолисточка закладається примордій сім'ябруньки. Сім'ябрунька розростається, формуючи складові частини насінного зачатка, з якого після запліднення розвивається насінина. Насінний зачаток закладається на плаценті і здебільшого має кулясто-видовжену форму. В центрі формується нуцелус, що у більшості рослин обростає одним чи двома покривами (інтегументами), які на верхівці не зростаються один з одним, залишаючи отвір — мікропіле. Частина насінного зачатка, від якої відходить насінна ніжка, називається халазою. Насінна ніжка з'єднує сформований зачаток із плацентою і містить судинний пучок.
Нуцелус виконує функції мегаспорангія. Одна з його клітин стає археспоріальною, вона ділиться редукційним шляхом (мейоз) з утворенням чотирьох гаплоїдних макроспор. Три з них руйнуються, а одна дає початок зародковому мішку (жіночий гаметофіт). Внаслідок трьох наступних послідовних мітозів із неї у зародковому мішку з'являються 8 гаплоїдних ядер, причому після першого поділу два дочірні ядра направляються до протилежних полюсів поляризованого гаметофіта і там діляться ще двічі. Три ядра біля кожного полюса відокремлюються в клітини. Одна з клітин біля мікропіле стає яйцеклітиною (жіночою гаметою), а дві інші — синергідами. Інші три ядра на протилежному полюсі утворюють клітини-антиподи. Решта двоє ядер мігрують до центру, зливаються, перетворюючись на вторинне диплоїдне ядро центральної клітини, що дає початок ендосперму. Яйцеклітина і жіночий гаметофіт у такому вигляді готові до запліднення.
Тичинкова нитка утворюється за рахунок апікального, а потім інтеркалярного поділу і росту клітин примордію. В дистальній частині ініціальні клітини дають початок тканинам пиляка.
У пиляку клітини спорогенної тканини послідовно діляться шляхом мейозу. В результаті з материнської клітини утворюються 4 гаплоїдні мікроспори. У процесі утворення мікроспор спорогенні материнські клітини гублять більшу частину цитоплазматичних РНК і білків. Із кожної такої мікроспори формується пилкове зерно (чоловічий гаметофіт). При цьому вона збільшується в розмірах, вкривається подвійною оболонкою. Ядро мікроспори ділиться мітотично й асиметрично, в результаті чого всередині пилкового зерна з вегетативним ядром з'являється маленька генеративна клітина зі своїм генеративним ядром. Генеративна клітина ділиться й утворює два спермії (чоловічі гамети). У багатьох видів це відбувається уже в пилковій трубці. Вегетативна клітина забезпечує життєдіяльність пилкового зерна та ріст пилкової трубки.
Таким чином, у процесі розвитку пилкового зерна шляхом мейозу, а потім мітозу, в ньому утворюється дуже редукований чоловічий гаметофіт. Він складається з однієї (покритонасінні) або кількох (голонасінні) вегетативних клітин та однієї маленької генеративної клітини зі своїм генеративним ядром, яка здебільшого поділяється на два спермії (чоловічі гамети), що беруть участь у заплідненні.
Важливу фізіологічну функцію в редукційному діленні при мікроспорогенезі виконують каротин і каротиноїди. Понижений вміст їх у пиляках призводить до порушення мікроспорогенезу та утворення абортивного пилку.
У процесі мега- і мікроспорогенезу в клітинних стінках на ранніх фазах розвитку відкладається калоза (β-1,3-глюкан), яка забезпечує тимчасову ізоляцію клітин, що переходять на генеративний шлях розвитку. Генеративна клітина при формуванні також на деякий час покривається клітинною оболонкою з калози, що необхідно для її ізоляції від цитоплазми вегетативної клітини. Потім калоза зникає і генеративна клітина залишається оточеною оболонкою з целюлози й пектину. Таким чином, тимчасова ізоляція клітин — важлива умова для переходу до генеративної фази розвитку.
Тривалість періоду цвітіння окремої квітки коливається від 2-3 годин (Hibiscus) до 80 днів (тропічна орхідея Odontoglossum). Тривалість цвітіння залежить від кількості утвореного квіткою пилку, кількості квіток та періоду цвітіння першої й останньої квітки.

## Будова

Будова квітки

Квітка складається із стеблової частини (квітконіжка і квітколоже), листкової частини (чашолистки, пелюстки) та генеративної частини (тичинки, маточка або маточки). Квітка є апікальним (верхівковим) органом, але при цьому вона може розташовуватися як на верхівці головного пагона, так і бічного. Вона прикріплюється до стебла за допомогою квітконіжки. Якщо квітконіжка сильно вкорочена або відсутня, квітка називається сидячою (подорожник, вербена, конюшина). На квітконіжці розташовуються також два (у дводольних) і один (в однодольних) маленьких передлистки —  приквітки, які часто можуть бути відсутні. Верхня розширена частина квітконіжки, на якій розташовуються всі органи квітки, називається квітколожем. Квітколоже може мати різні розміри і форму — плоску (півонія), опуклу (суниця, малина), увігнуту (мигдаль), подовжену (магнолія). У деяких рослин в результаті зрощення квітколожа, нижніх частин покрову та андроцею утворюється особлива структура —  гіпантій. Форма гіпантію може бути різноманітною і іноді брати участь в утворенні плоду (цінарродій — плід шипшини, яблуко). Гіпантій характерний для представників родин розових, аґрусових, ломикаменевих, бобових.
Частини квітки ділять на фертильні, або репродуктивні (тичинки, маточка або маточки), і стерильні (оцвітина).

### Оцвітина
Оцвітину називають простою, якщо всі її листочки однотипні (квітка тюльпана).
Подвійна оцвітина складається з чашечки та віночка. Чашечка — це зовнішнє коло подвійної оцвітини, що виконує переважно функцію захисту; листочки, що складають чашечку — чашолистки — найчастіше бувають зеленими, рідше — забарвленими в інший колір.

### Віночок

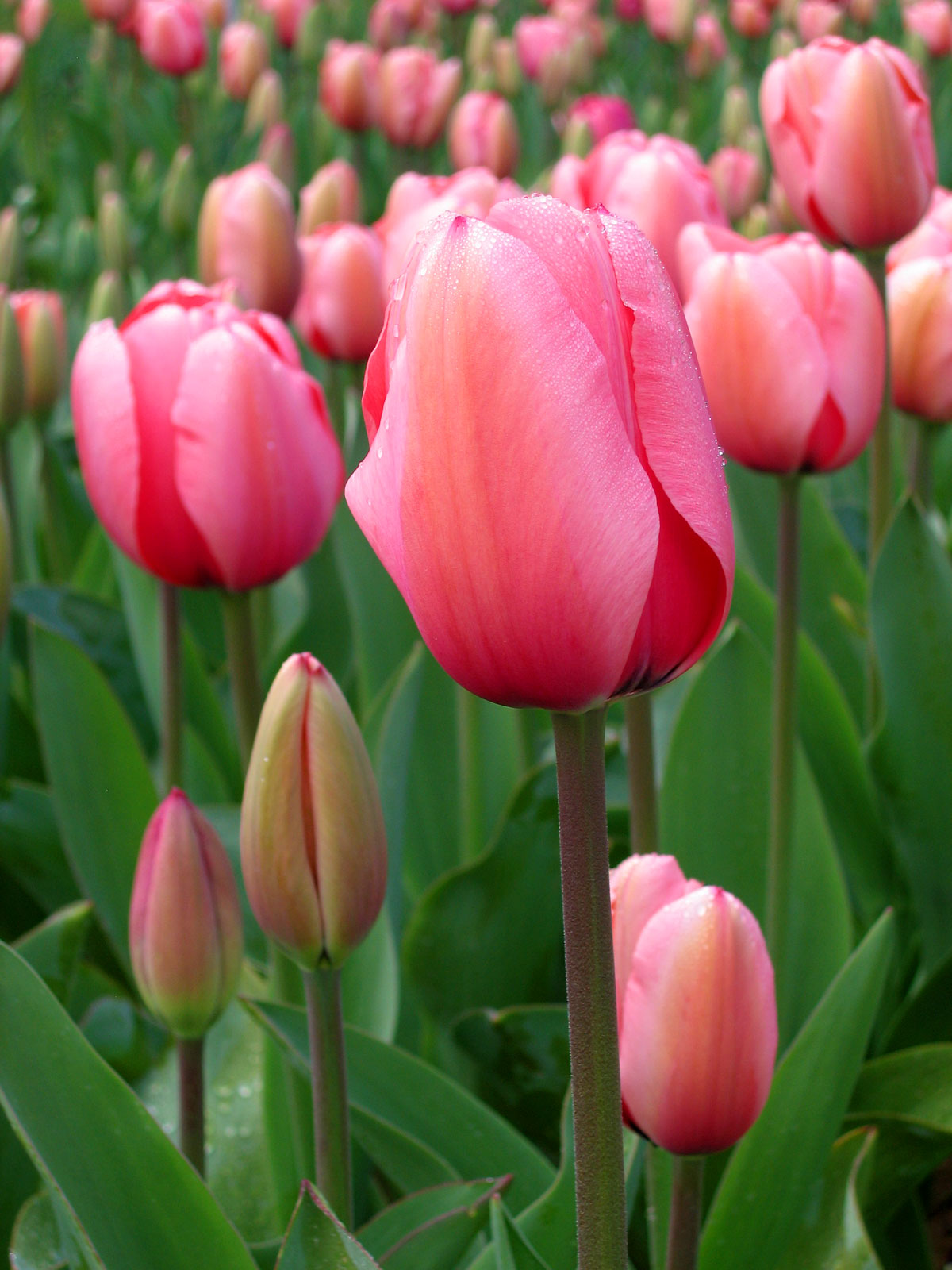
Квітка тюльпана має просту оцвітину

Віночок — внутрішня, найпомітніша частина подвійної оцвітини, що пристосована для приваблення запилювачів. Листочки, що утворюють віночок, називаються пелюстками. Віночок буває роздільнопелюстковим або зрослопелюстковим.
В пелюстці нижня, більш вузька частина — нігтик — може значно відрізнятися від верхньої, розширеної — відгину.
В зрослопелюстковому віночку розрізняють трубку, відгин та зів — місце переходу трубки у відгин. Кількість зубців, лопастей або доль відгону звичайно вказує на кількість зрощених пелюсток.
Залежно від співвідношення величин трубки та відгину та від форми відгину, розрізняють різні форми віночка, наприклад: колесоподібний, дзвоникоподібний (у дзвоників), трубчастий, язичковий, двогубий (у глухої кропиви).

### Насіннєвий зачаток
При анатомічному дослідженні насіннєвого зачатка розрізняють такі складові частини: насіннєва ніжка, нуцелус, покриви (інтегументи), пилковхід (мікропіле), зародковий мішок. Насіннєвий зачаток виник у філогенезі спороносних органів. Уперше він з'являється у насінних папоротей. У голонасінних насінні зачатки містяться на плодолистках відкрито, у покритонасінних — усередині зав'язі. Маточка виникла в процесі еволюції рослин як орган, у якому відбувається запліднення і який у цілому бере участь у формуванні плоду.

## Види квітів
З огляду на різну будову та екологію, квіти можна поділяти за різними критеріями. До критеріїв, які використовуються найчастіше можна віднести колір оцвітини, наявність або відсутність запаху, стійкість квітки. У науці в основному використовуються наступні критерії:
Поділ з огляду на статьКвіти бувають одно- і двостатеві. Одностатеві квітки несуть або тільки маточки, або тільки тичинки, як, наприклад, у дуба, тиса, тополі. У двостатевих (гермафродитних) чоловічі і жіночі статеві органи розвиваються в одній квітці (проліски, горох). Відповідно є одно- та дводомні рослини. В однодомних рослин чоловічі й жіночі квітки ростуть окремо на одній рослині (дуб, ліщина, бук). У дводомних — чоловічі і жіночі квітки знаходяться на різних рослинах, тобто кожна конкретна рослина є або жіночою, або чоловічою (тис, тополя, гостролист, обліпиха). Існують також форми нестатеві (без тичинок і маточки), які служать як приваблення (крайні квіти волошки синьої).
Поділ за характером запиленняЗначно частіше у природі зустрічаються квіти адаптовані до запилення чужим пилком (взятим з інших квітів або рослин). Такі квіти називаються перехреснозапильними (алогамними). Їх протилежність — квіти, що запилюються власним пилком, називаються самозапильними (автогамними). Серед самозапильних є клейстогамні квіти — ті, що ніколи не відкриваються. Серед перехреснозапильних виділяють: вітрозапильні (анемохори), комахозапильні (ентомохори) рослини, рослини, які запилюються водою (гідрохори), птахами.
Поділ за наявністю нектарників
- Квіти з легкодоступними нектарниками,
- Квіти з частково прихованими нектарниками,
- Квіти із повністю схованими нектарниками,
- Квіти без нектарників (т. зв. квіти пилкові)

Поділ за формою оцвітини
- Лійкоподібні квіти — безстатеві зигоморфні квітки; трубка віночка довга, вигнута, догори сильно розширена. Число зубців більше, ніж у трубчастих квіток, через часткове розщеплення вільних верхівок пелюсток.[4]. Слугують лише для приваблення комах-запилювачів і тому не мають тичинок та маточки. Віночок утворений зрослими у вигляді лійки яскраво забарвленими пелюстками.
- Дзвоникоподібні квіти,
- Трубчасті квіти — актиноморфні квітки, мають довгу трубку, яка зверху творить розширення, або ж мають короткий п'ятизубчастий відгин, сформований вільними верхівками пелюсток. Гермафродитні (двостатеві), рідше одностатеві.
- Метеликоподібні квіти (у бобових),
- Квіти-пастки.

Поділ за будовою оцвітини
- Диплохламідні — квітки з подвійною оцвітиною. Поділяються на гомохламідні і гетерохламідні[5].
  - Гомохламідні — квітки з простою оцвітиною, тобто її листочки приблизно однакові, частіше розташовані спірально, у досить великій кількості. Листочки мають чашоподібну або віночкоподібну форму. Такий тип характерний для найбільш примітивних родин покритонасінних (магнолія, лілія, купальниця).
  - Гетерохламідні — квітки з подвійною оцвітиною, що розділяється на чашечку і віночок (гвоздика, дзвоники, горох)
- Гаплохламідні (монохламідні) — квітки з лише одним колом листочків оцвітини, які частіше за все мають чашоподібну форму (кропива, в'яз, лобода).
- Апохламідні — квітки без оцвітини (ясен, верба). Зараз більшість науковців вважають, що втрата оцвітини відбулася у процесі еволюції; колись панувала думка, що рослини з апохламідними квітками являють собою найпримітивніші з покритонасінних, у яких оцвітина ще не розвилася[6].

## Симетрія квітки
Характер симетрії в розташуванні та формі органів, особливо віночка квітки, є класифікаційною ознакою. Якщо через квітку можна провести декілька площин симетрії — квітку називають правильною, або актиноморфною.
Якщо ж частини одного кола квітки різні і розташовані так, що площина симетрії тільки одна — її називають зигоморфною або неправильною.
Якщо через квітку не можна провести жодної площини симетрії, її називають асиметричною.

### Актиноморфні квіти

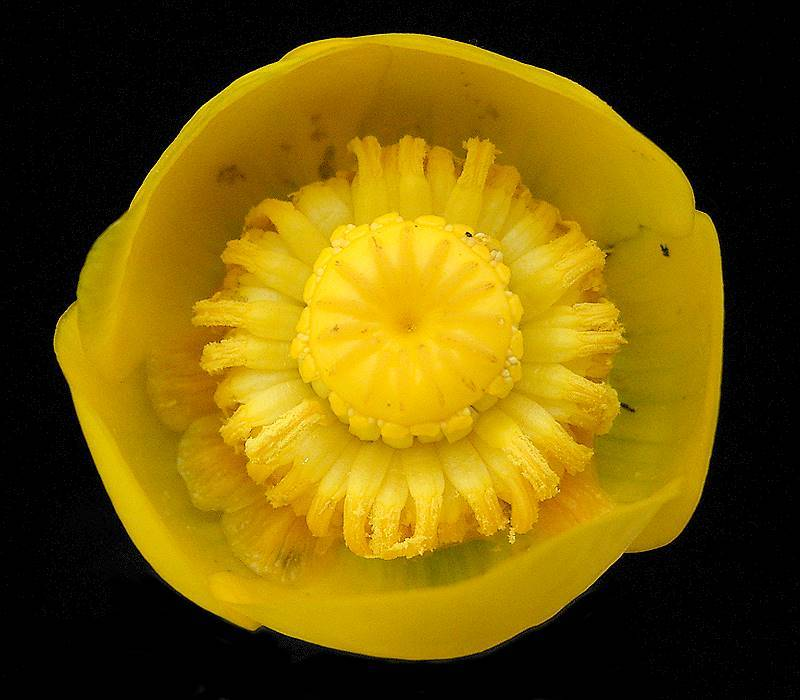
Глечики жовті
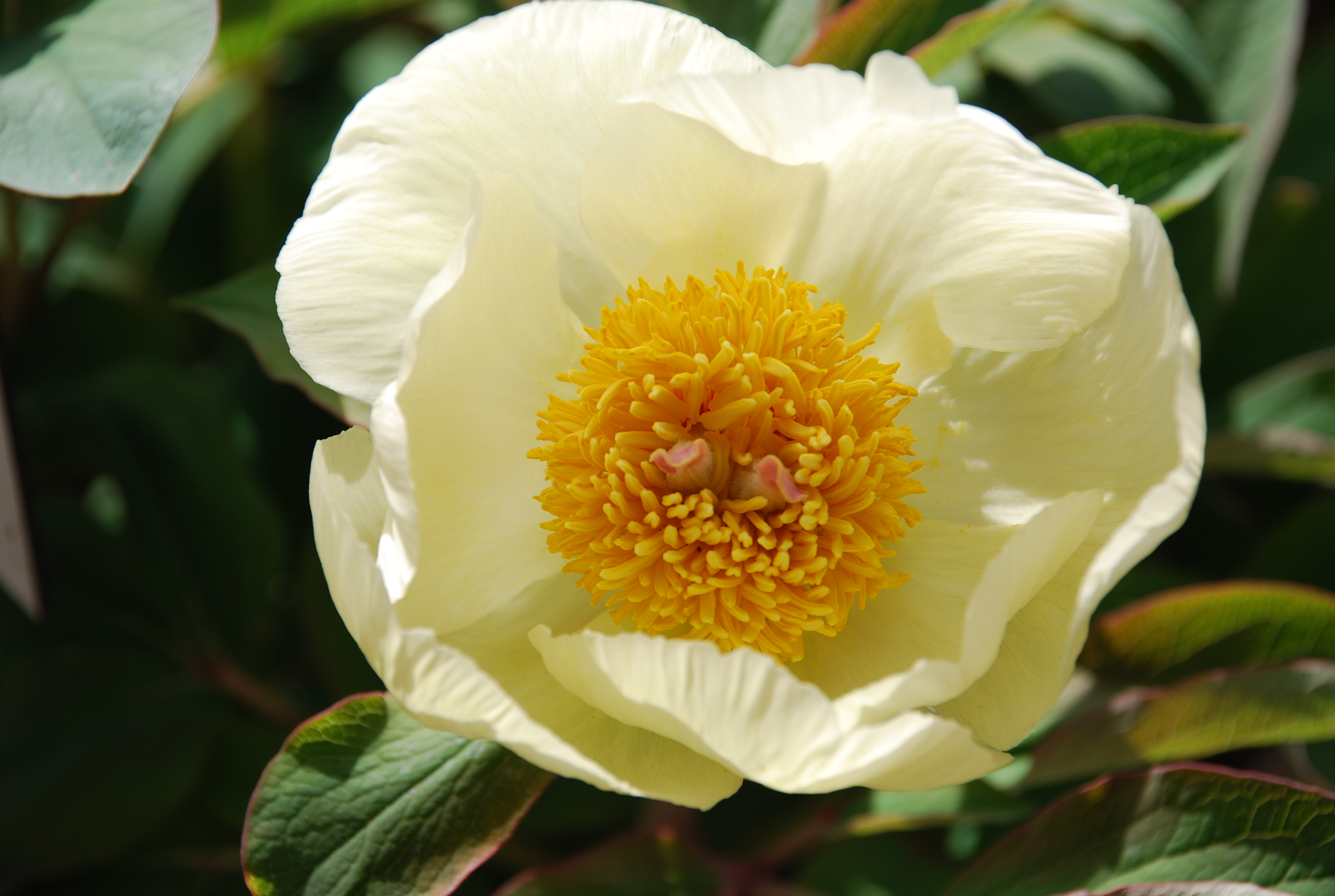
Півонія
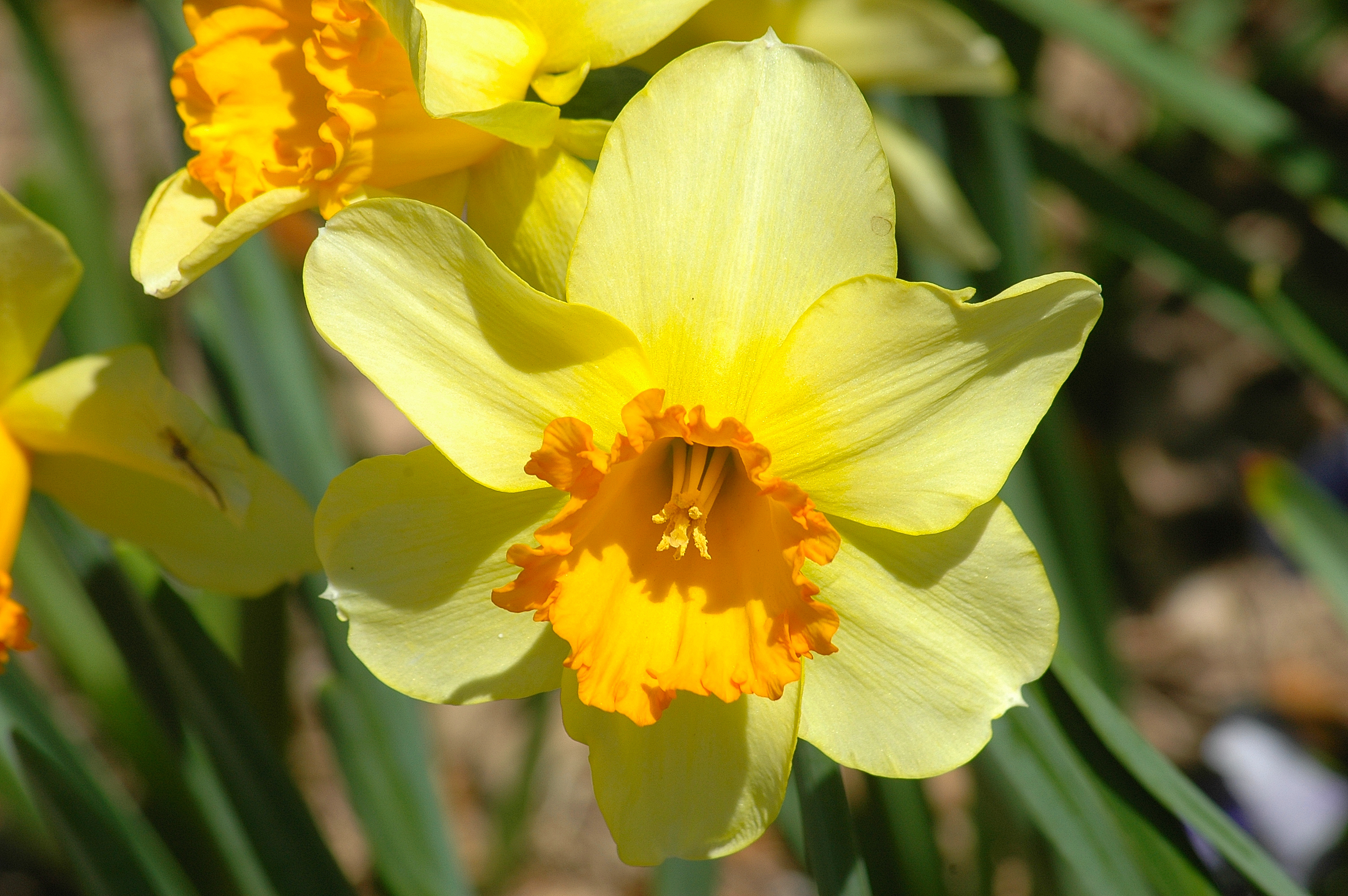
Нарцис
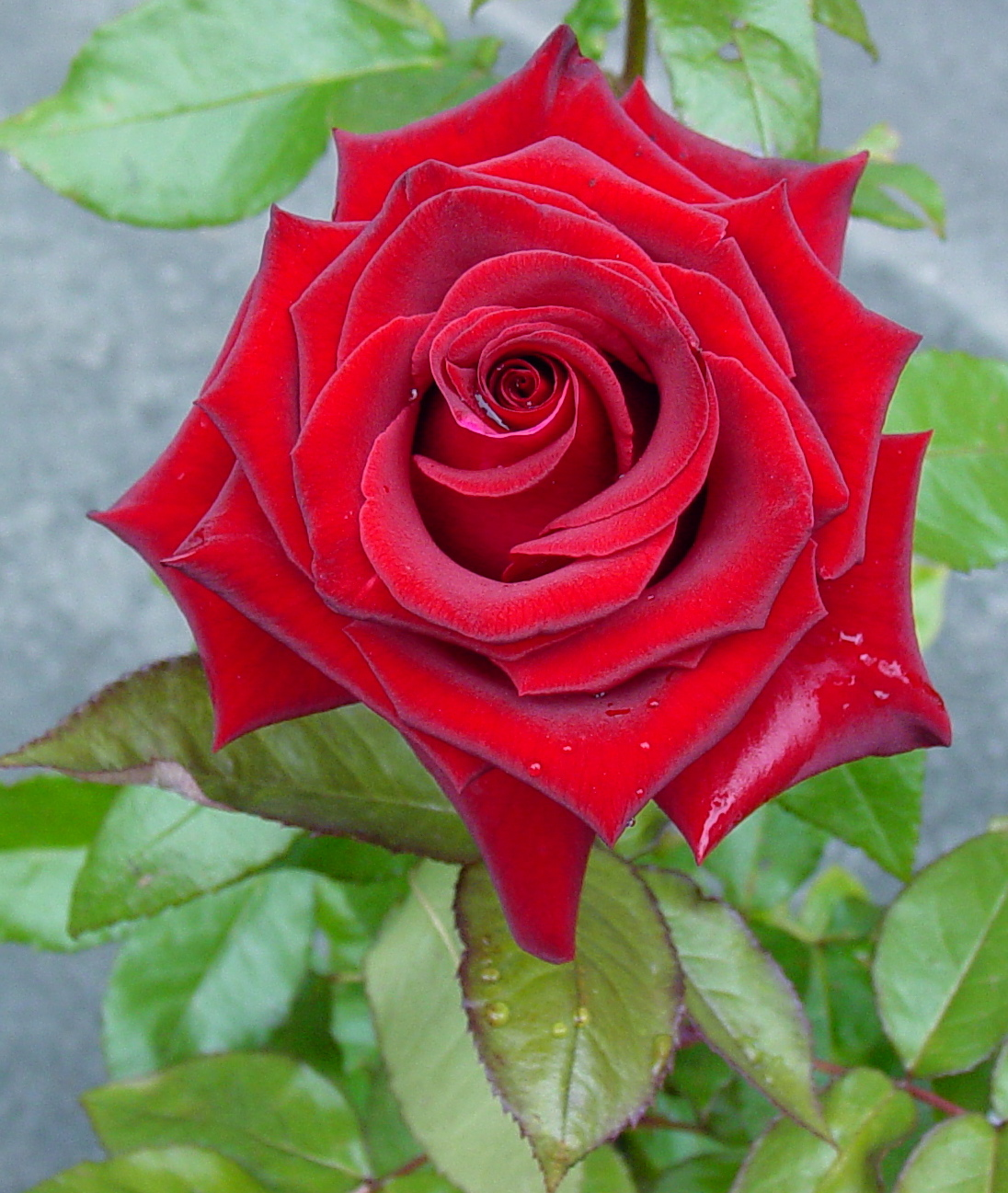
Гібридна чайна троянда

### Зигоморфні квіти

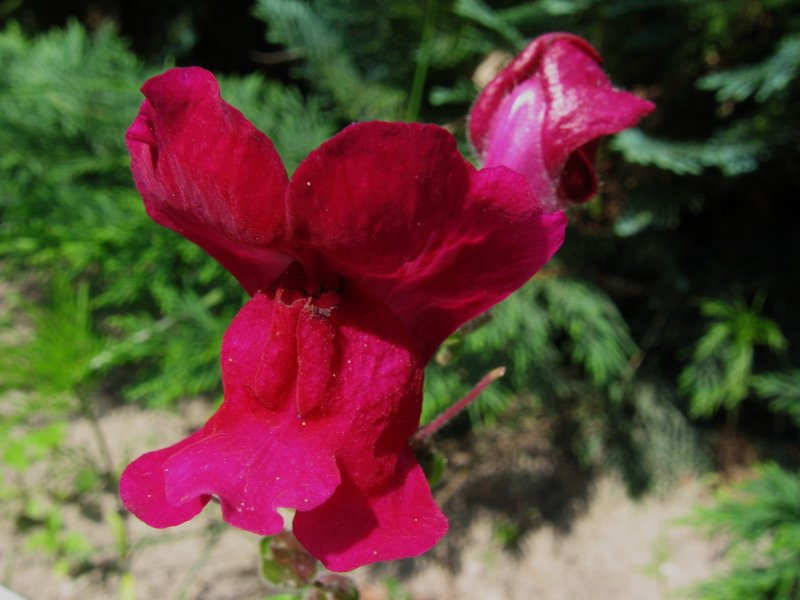
Ротики
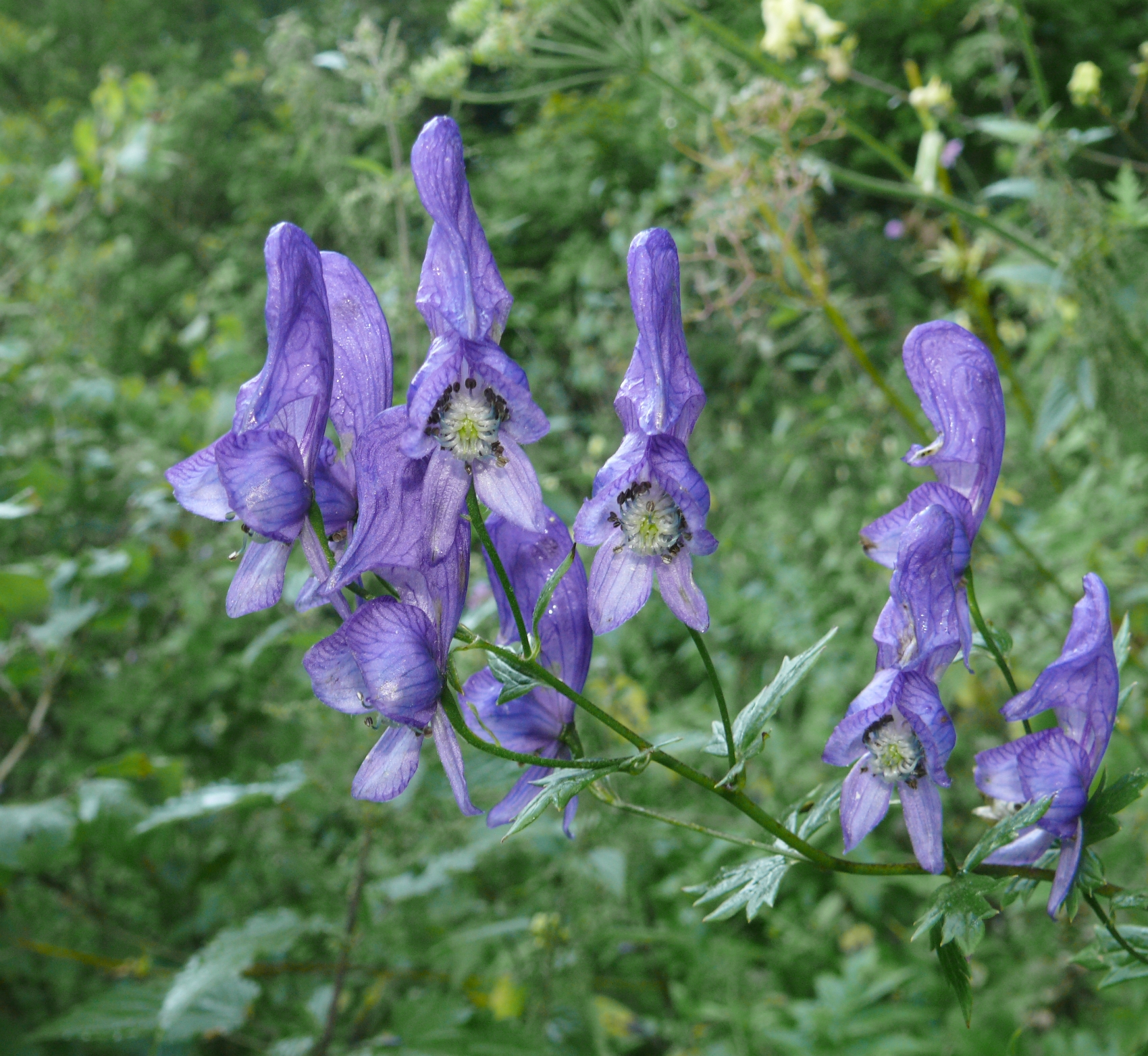
Аконіт
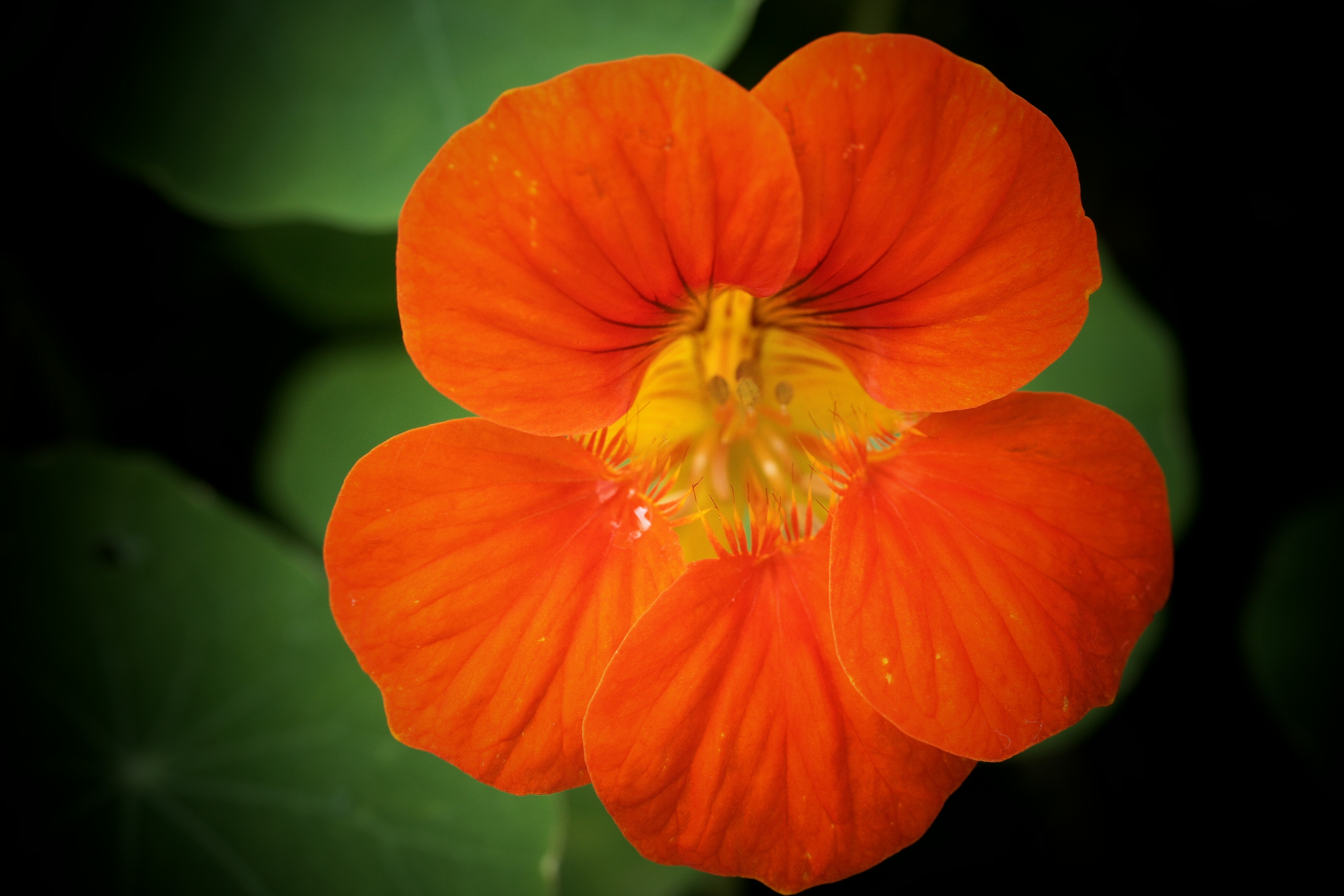
Красоля
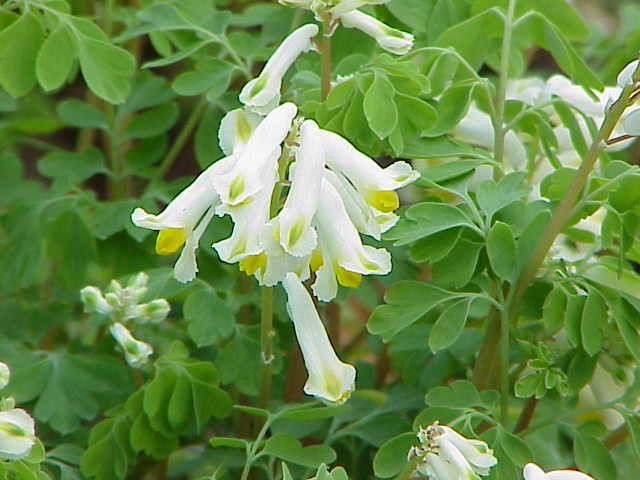
Ряст
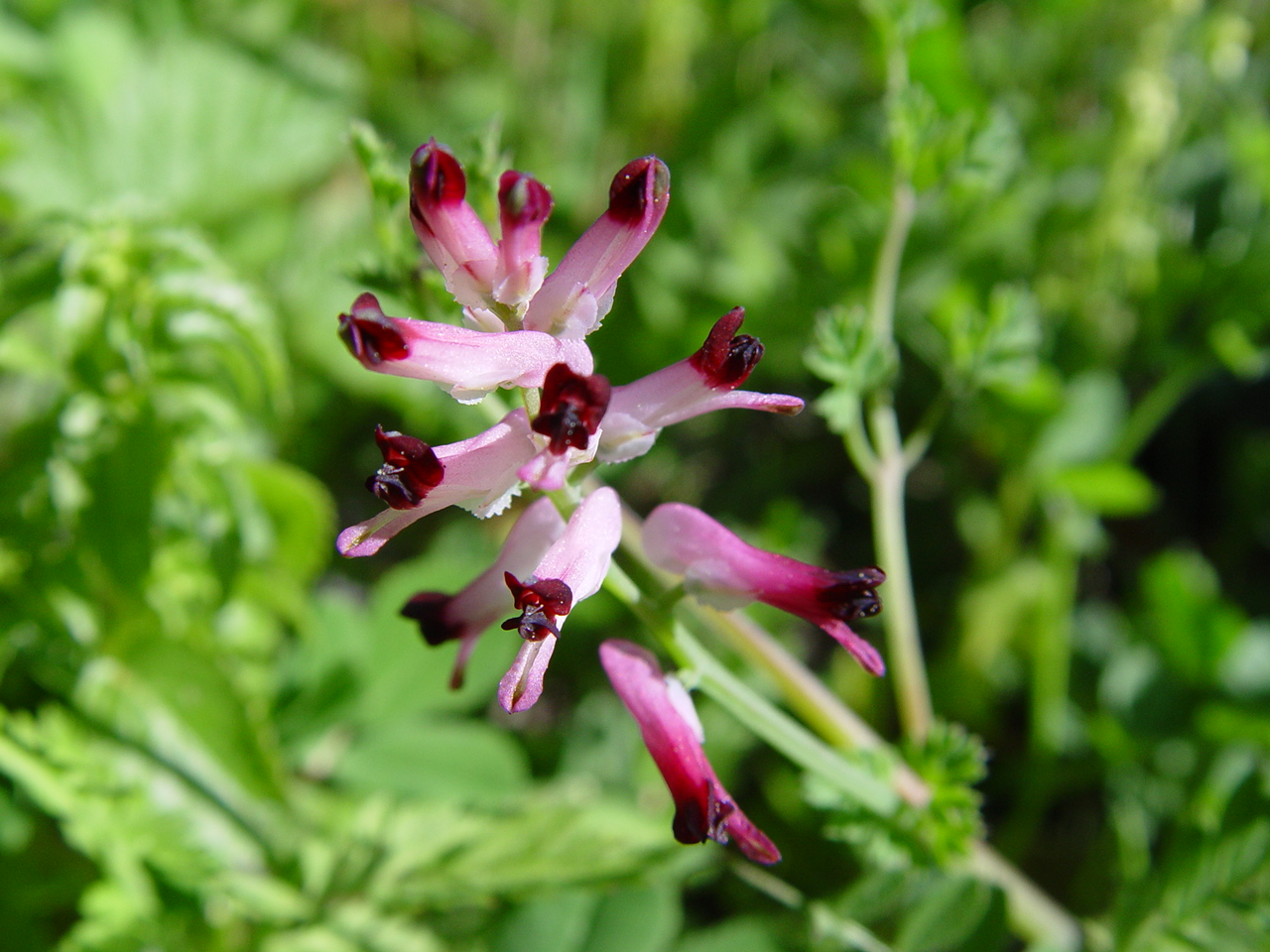
Рутка

### Асиметричні квіти

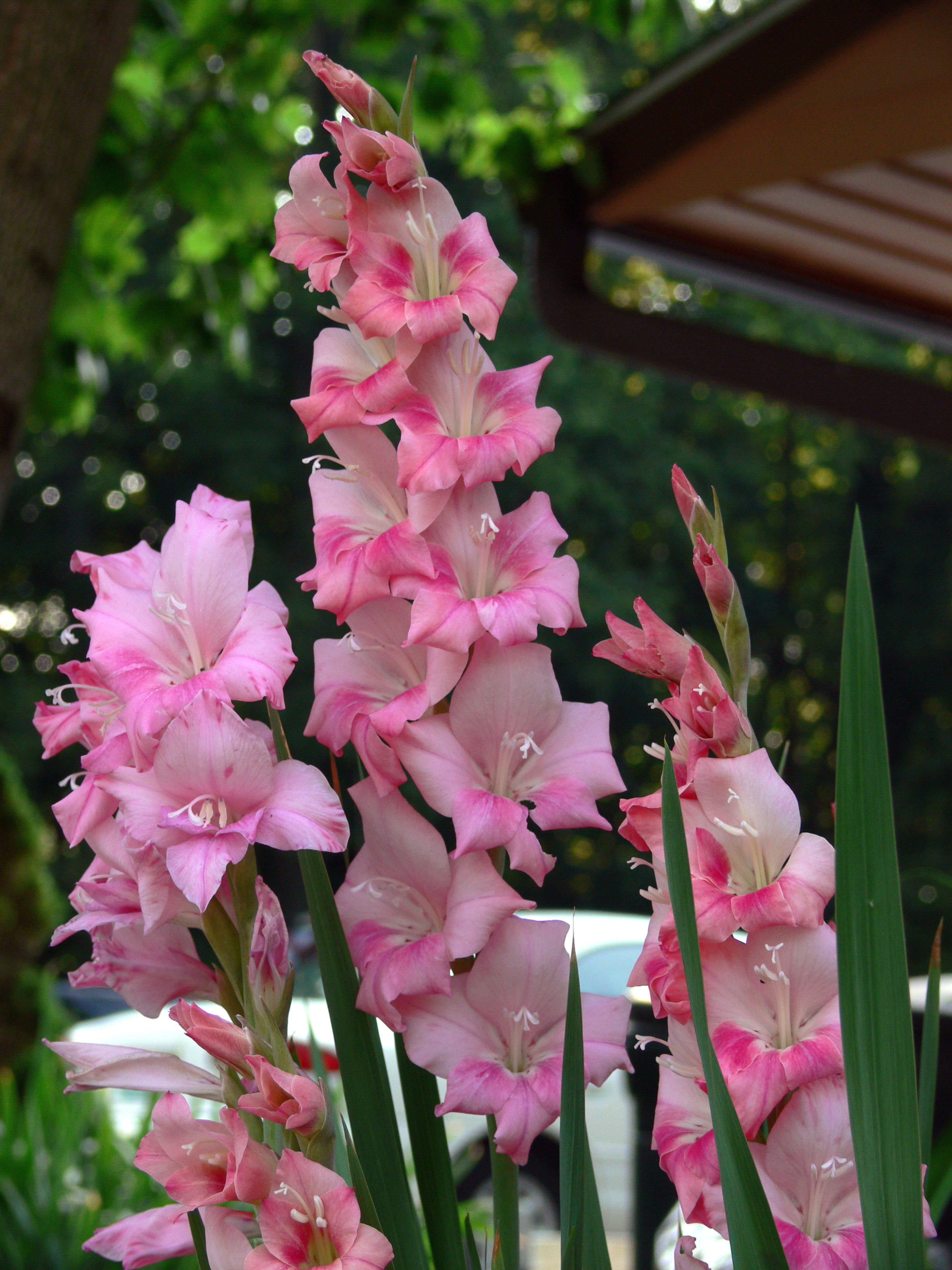
Гладіолус
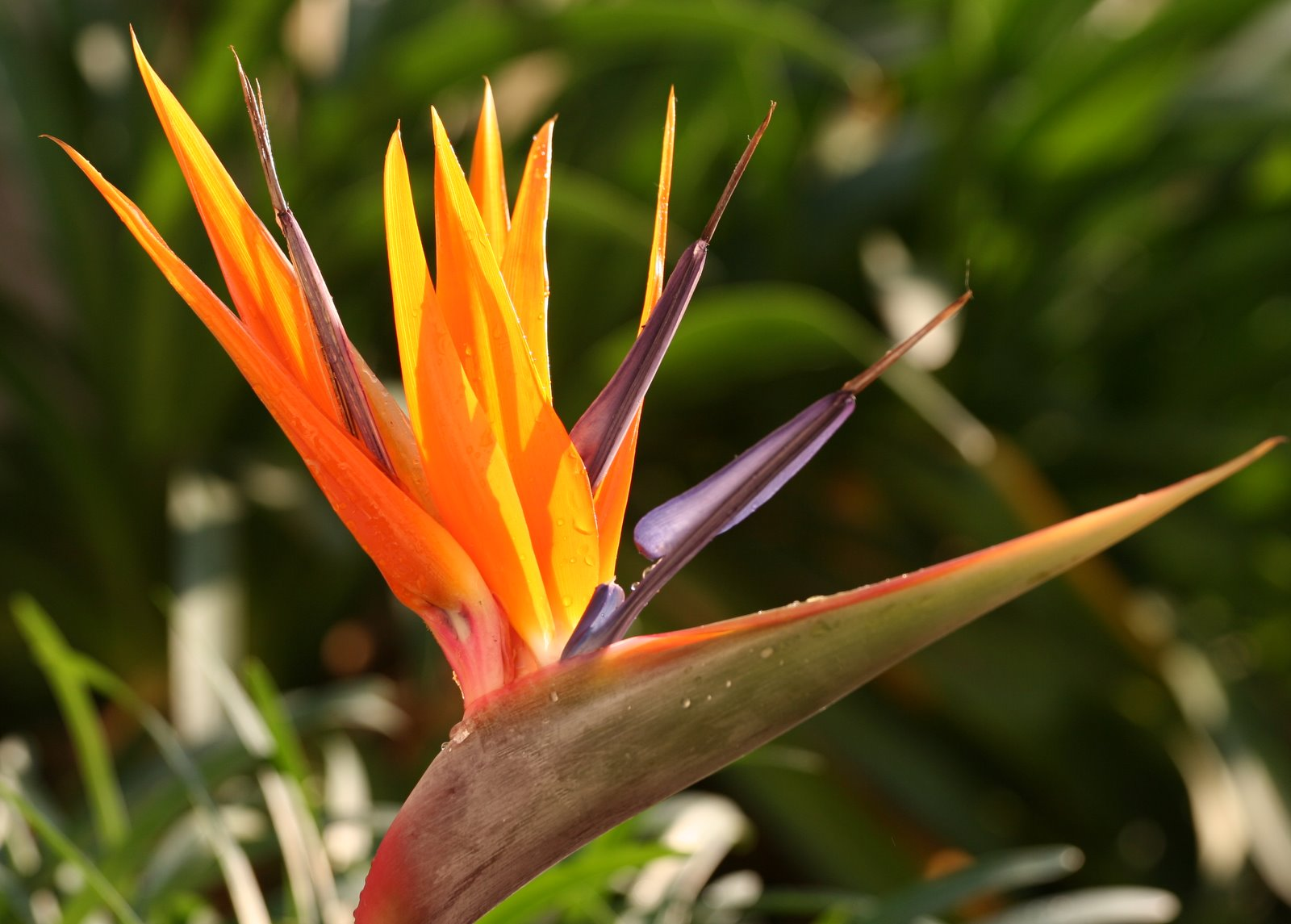
Стрелітція
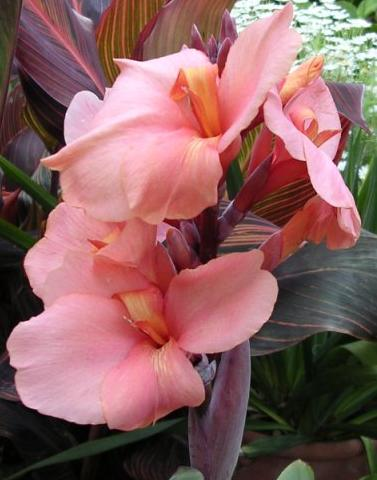
Канна

За аналогією з актиноморфністю, зигоморфністю і асиметричністю квітки в цілому говорять і про актиноморфність, зигоморфність і асиметричність віночка.

### Формула та діаграма квітки

Діаграма квітки. 1 — вісь суцвіття, 2 — приквітки, 3 — чашолистки, 4 — пелюстка, 5 — тичинка, 6 — маточка, 7 — криючий листок.

Для короткого і умовного позначення будови квіток застосовують формули, в яких за допомогою буквених і цифрових позначень кодують різні морфологічні ознаки: стать і симетрію квітки, число кіл у квітці, а також число членів у кожному колі, зрощення частин квітки і положення маточок (верхня або нижня зав'язь).
Формула квітки — це коротка характеристика, її опис за допомогою символів. Квітку вивчають в акропетальному порядку і в цій послідовності записують такі символи: полісиметричної квітки (актиноморфної) — *, зигоморфної — ↑, асиметричної — •│:, — потім символ чашечки — К (Са), віночка — С (Со), андроцею — А, гінецею — G, простої оцвітини (perigonium) — P. Кількість елементів кожної частини квітки позначається відповідним числом, якщо ж цих елементів більше дванадцяти значком — ∞ ; факт зрощення частин квітки позначається дужками, розміщення даної частини квітки у різних колах розділяється знаком +. Верхня зав'язь позначається рискою (–), поставленою під числом карпел гінецею, нижня зав'язь — над числом, а середня — поряд із числом карпел. Наприклад, формула квітки свиріпи (Barbarea) має такий вигляд: *К4С4А2+4G(2); груші (Pyrus): *K5C5A∞G(5); тюльпана (Tulipa): *P3+3A3+3G(3)-; бузини (Sambucus): *K5C5A5G(3)-.
Найповніше уявлення про будову квітки дають діаграми, які представляють схематичну проєкцію квітки на площину, перпендикулярну осі квітки і проходить через криючий листок і вісь суцвіття або пагін, на якому розташована квітка.

## Циклічність квітки

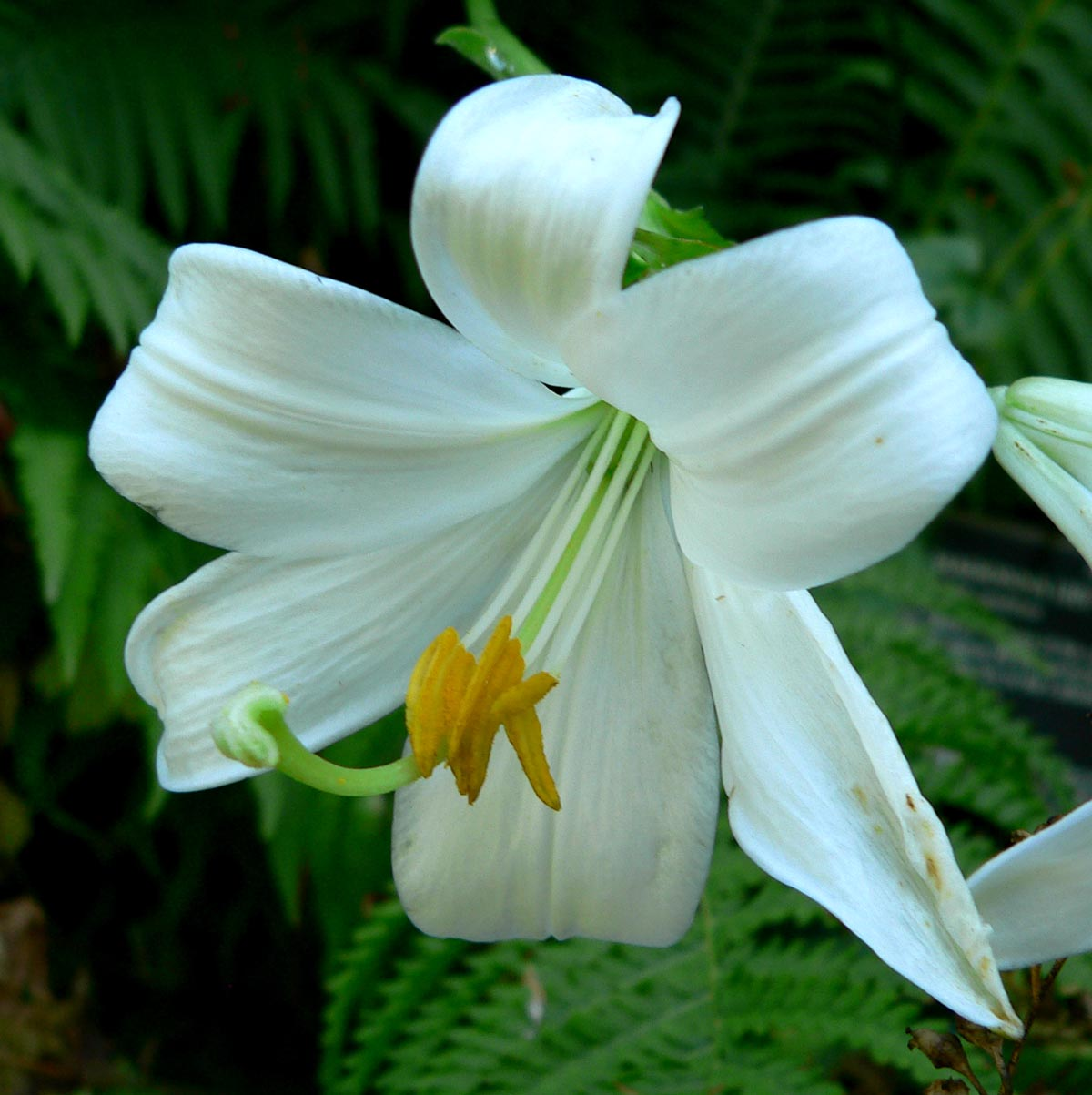
Лілія

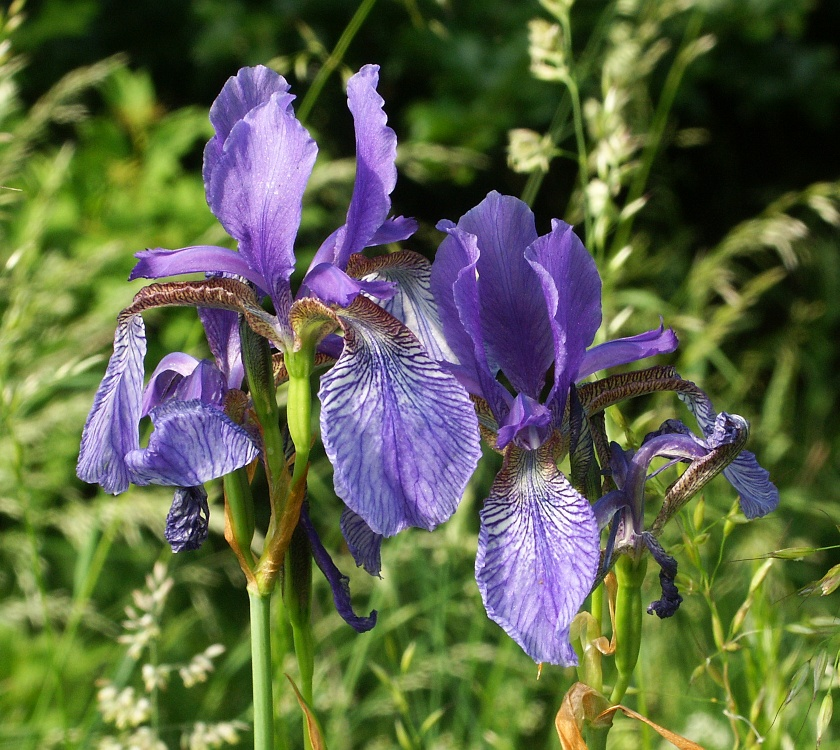
Півники

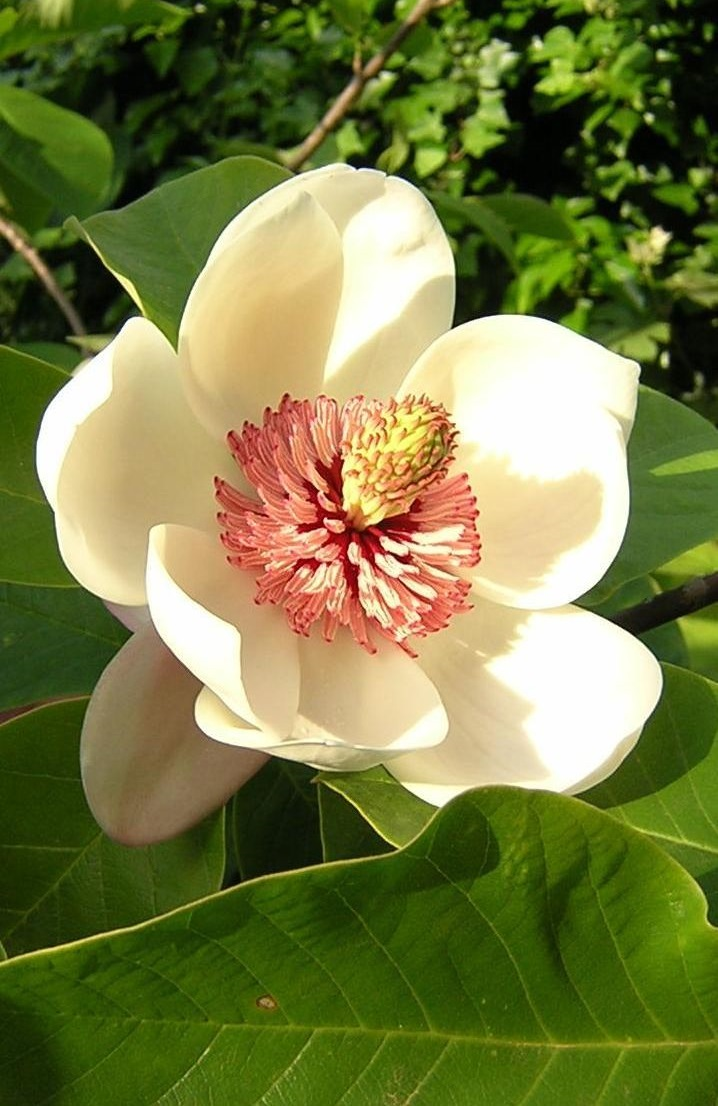
Магнолія

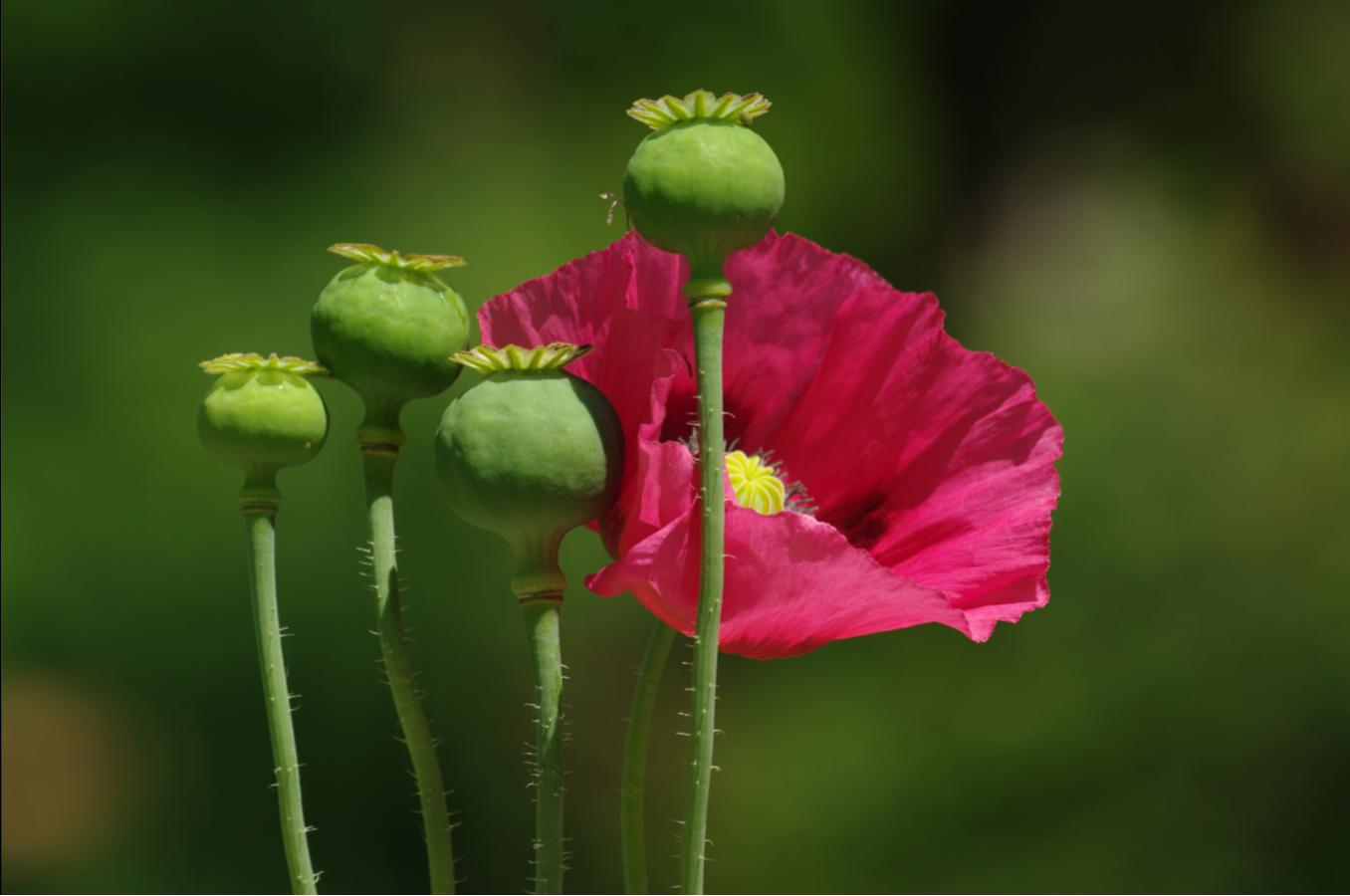
Мак

У більшості рослин частини квітки утворюють добре помітні мутовки або кола (цикли). Найпоширеніші пента- і тетрациклічні, тобто п'яти- і чотирикругові квітки. Число частин квітки на кожному колі може бути різним. Найчастіше квіти бувають пентациклічні: два кола оцвітини (чашечка і віночок), два кола тичинок (андроцей) і одне коло з плодолистків (гінецей). Таке розташування квіток характерне для Лілійних, Амарилісових, Гвоздичних, Геранієвих. У тетрациклічних квіток зазвичай розвивається два кола оцвітини: одне коло андроцея і одне коло гінецея (Півникові, Зозулинцеві, Бруслинові, Ранникові, Губоцвіті тощо)
Іноді спостерігається зменшення числа кіл та членів в них (безпокровні одностатеві квітки) або збільшення (особливо у садових форм). Квітку зі збільшеним числом кіл називають махровою. Махровість зазвичай пов'язана або з розщепленням пелюсток в процесі онтогенезу квітки, або із перетворенням в пелюстки частини тичинок.
У будові квіток проявляються певні закономірності, зокрема правило кратних відносин. Його суть полягає в тому, що в різних колах квітки є однакова або кратна кількість членів. У більшості однодольних рослин найчастіше зустрічаються тричленні, у дводольних — п'ятичленні, рідше дво- або чотиричленні (Капустяні, Макові) квітки. Відступ від цього правила часто спостерігається в колі гінецея, число його членів буває менше, ніж в інших колах.
У більшості покритонасінних всі частини квітки розташовані на квітколожі у вигляді концентричних кіл (квітка кругова, циклічна). В інших випадках (магнолія, купальниця) вони розташовані по спіралі (квітка спіральна, ациклічна). Іноді одні частини квітки розташовані в колах, інші по спіралі (квітка напівколова, геміциклічна або спіроциклічна). В останніх оцвітина має циклічне, а тичинки і маточка — спіральне розташування (жовтець), або чашечка — спіральне, а інші частини квітки — циклічне (шипшина). Зазвичай вважають, що еволюційно ациклічні квітки архаїчніші ніж циклічні, тобто вони утворилися в процесі еволюції раніше.
У квітці спіралі виражаються тими ж формулами, що і листорозміщення. Іноді вони дуже складні, особливо серед тичинок. У циклічних квітках здебільшого чітко видно, що члени будь-якого кола чергуються з членами сусідніх кіл, а не протистоять їм. Звідси виводять правило чергування кіл. Якщо тичинки розташовані у два кола, то зовнішнє коло буває зазвичай протичашечним, а члени внутрішнього кола протистоять пелюсткам. Відступ від цього правила іноді виникає в результаті редукції одного з кіл, тобто при переході від пентациклічної до тетрациклічної квітки, зберігається або зовнішній (крушини), або внутрішнє коло (Бруслинові).

## Символізм квітів

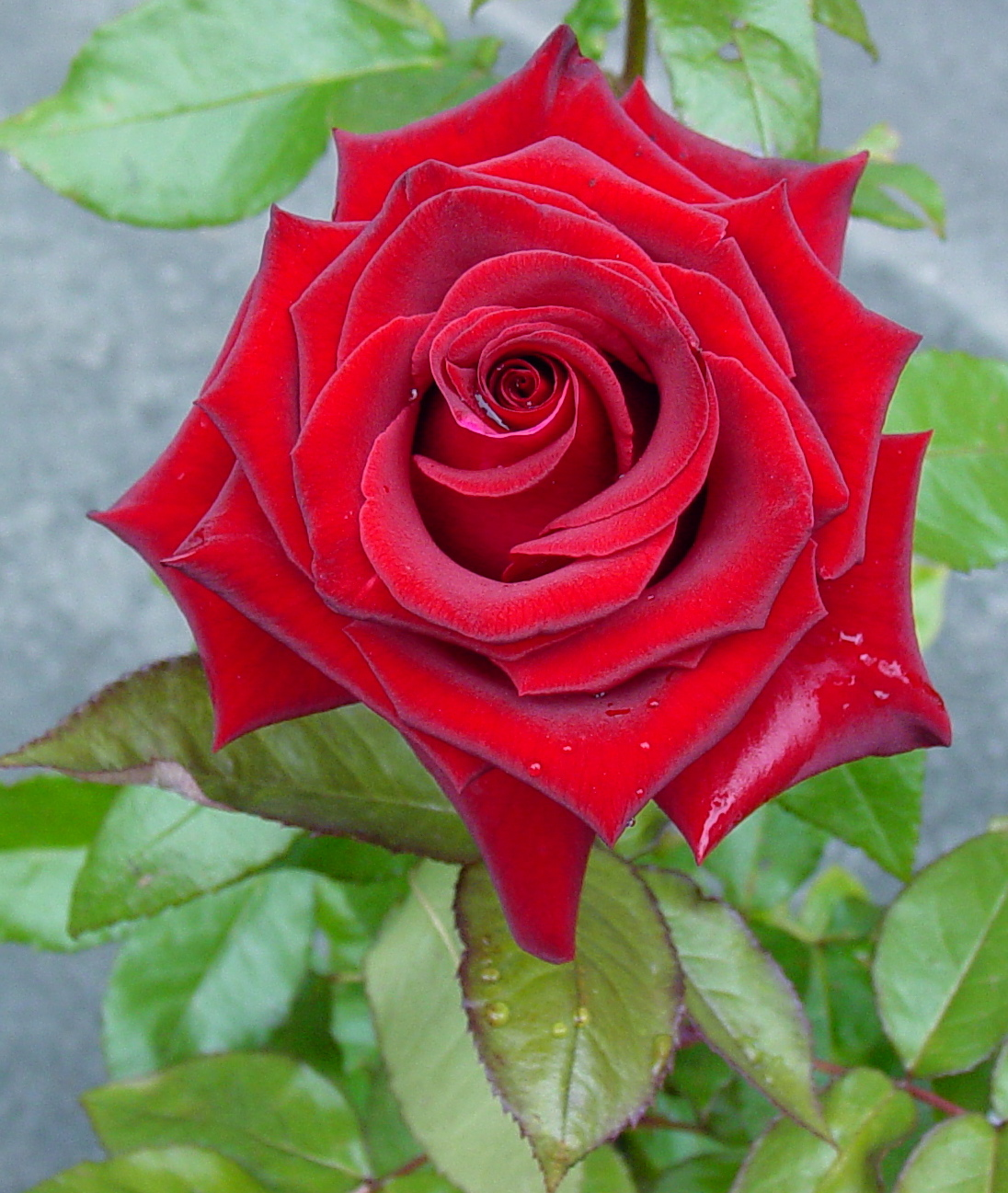
Червона троянда

Багато квітів мають важливе символічне значення у культурі різних народів. Присвоєння значень для квітів відоме як «мова квітів». Деякі з найпоширеніших прикладів:

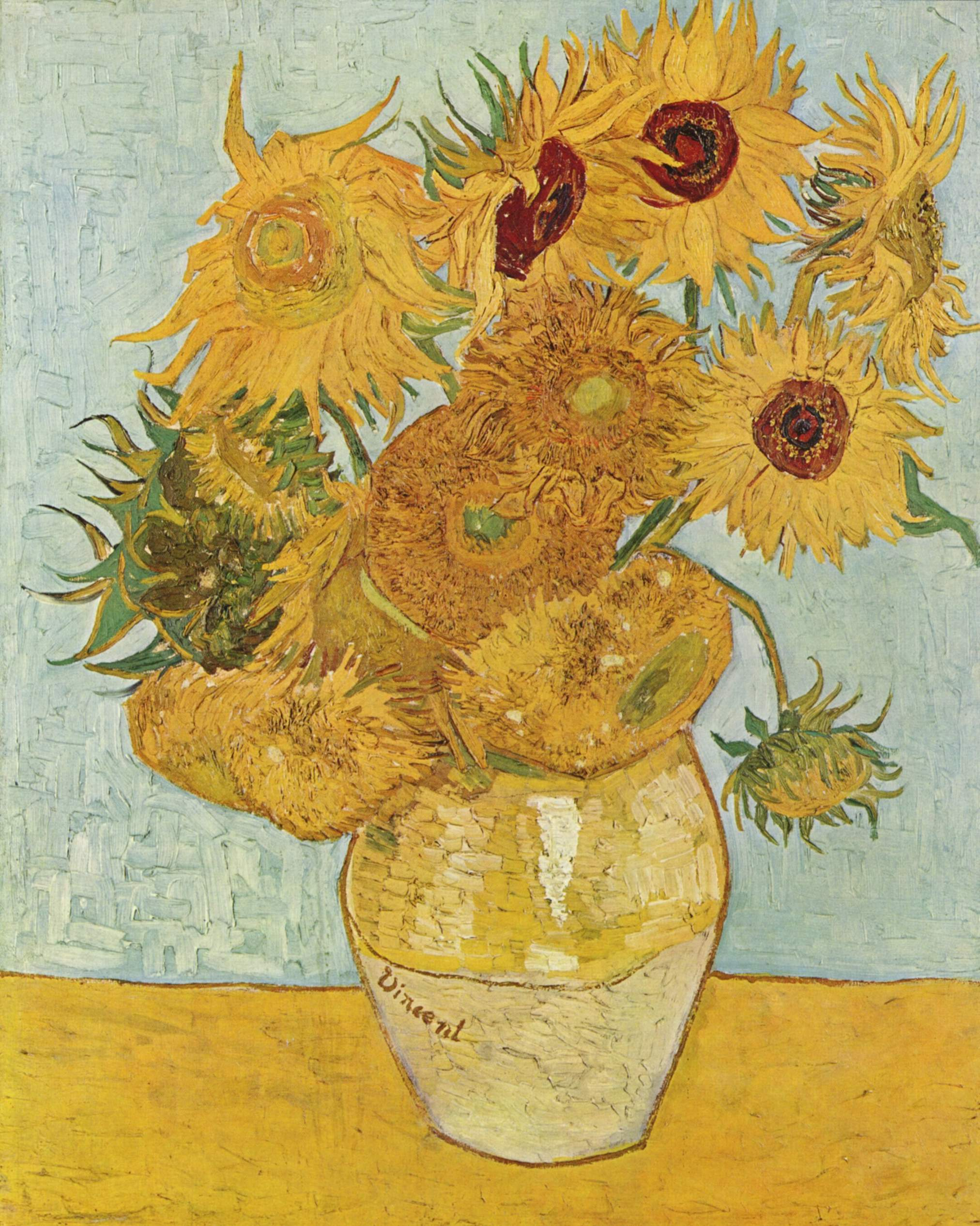
Картина «Соняшники» Ван Гога

- Червоні троянди — символ любові, краси та пристрасті.
- Маки є символом спокою у момент смерті. У Великій Британії, Новій Зеландії, Австралії і Канаді, а також останнім часом в Україні символічні зображення червоного маку носять на пам'ять про солдатів, загиблих під час війни.
- Півники та лілії використовується в похованнях як символ з посиланням на «воскресіння/життя».
- Ромашки є символом невинності.

У мистецтві багатьох культур в усьому світі існує виражена тенденція пов'язувати жіночність із квітами.
Завдяки своїй різноманітній і колоритній зовнішності квіти давно стали улюбленим предметом для зображення художниками. Деякі з найвідоміших картин знаменитих художників відображають квіти, такі як «Соняшники» Ван Гога, серія з лататтям Клода Моне.
Квіти також засушують методом сублімаційного сушіння і створюють тривимірні витвори мистецтва.
У міфології квіти пов'язані з богами, наприклад римська богиня квітів, садів та весни Флора та грецька богиня весни, квітів і природи Хлорида.
В індуїстській міфології, квіти мають значний статус. Вішну, одного з трьох головних богів в індуїстській системі, часто зображують, як він стоїть на квітці лотоса. Крім зв'язку з Вішну, індуїстська традиція також вважає, що лотос має духовне значення. Наприклад, він фігурує в індуїстських міфах про створення світу.

## Використання

### Декоративне квітникарство

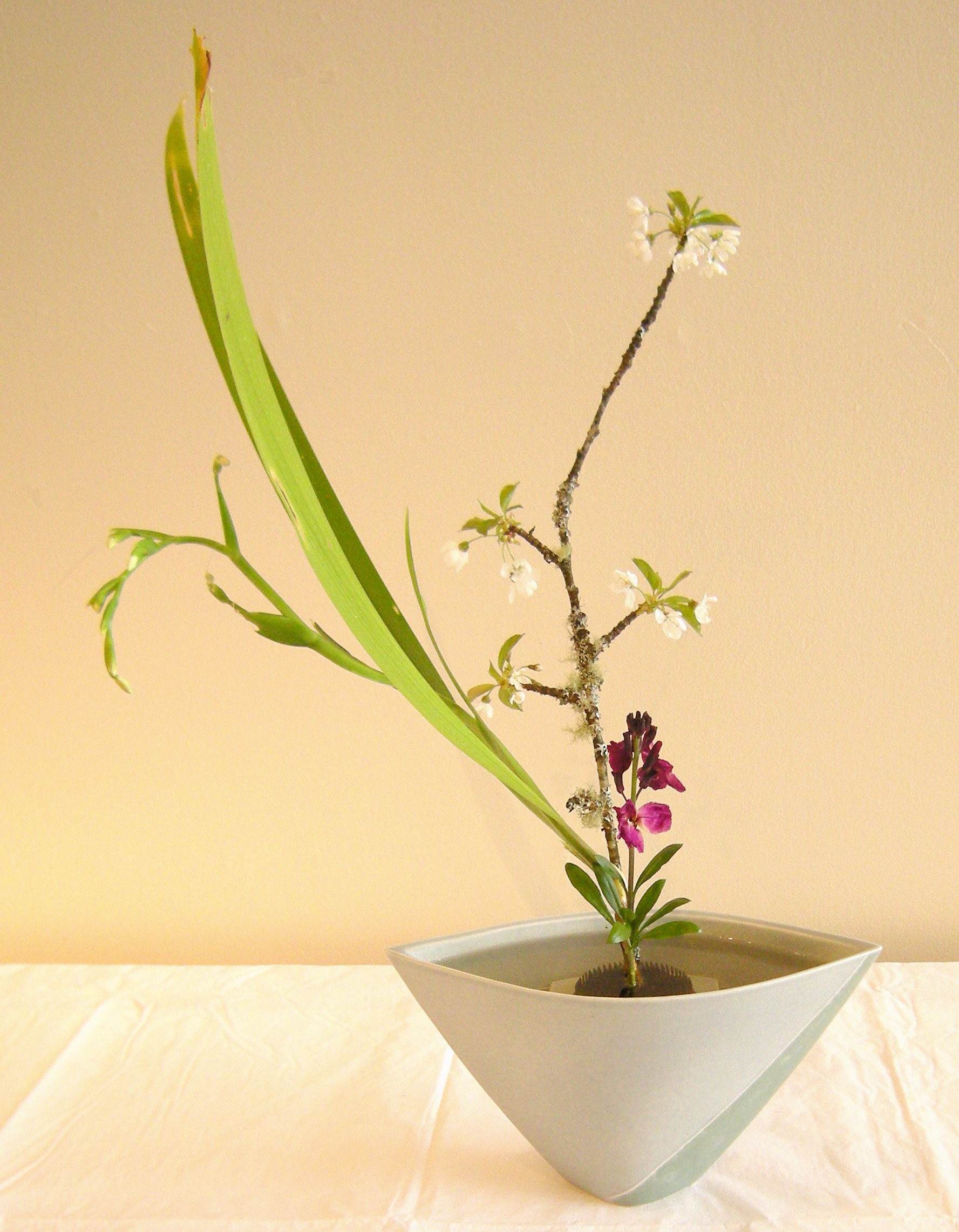
Ікебана

Квіти використовуються в основному для декоративних цілей, що забезпечує джерело естетичного задоволення. Особливо цінуються як декоративні рослини види квітів з оцвітиною вражаючого розміру і кольору, ароматні, з оригінальною формою чашолистків. Іноді естетичну цінність мають не окремі квітки, а все суцвіття або приквіткові листки. Популярні квіти декоративних кущів: бузок, форзиція, троянда, серед трав'янистих рослин: тюльпан, гладіолус, хризантема, нарцис, та багато інших. Вирощування та виробництво квітів у садівництві називається квітникарством. Мистецтво аранжування квітів — флористика, на Далекому Сході (Японія) таке мистецтво є традиційним та має назву ікебана. Квітки часто використовуються як декоративний елемент.
Зрізані квіти у вигляді букетів продаються для прикраси інтер'єру та на подарунки. Завдяки цьому вирощування квітів на зріз є однією з успішних сучасних індустрій. Деякі країни (наприклад, Голландія) славляться своїми квітами, які літаками транспортують на продаж у багато країн світу. Успішно продаються й живі квіти у вазонах.

### Медоносні рослини

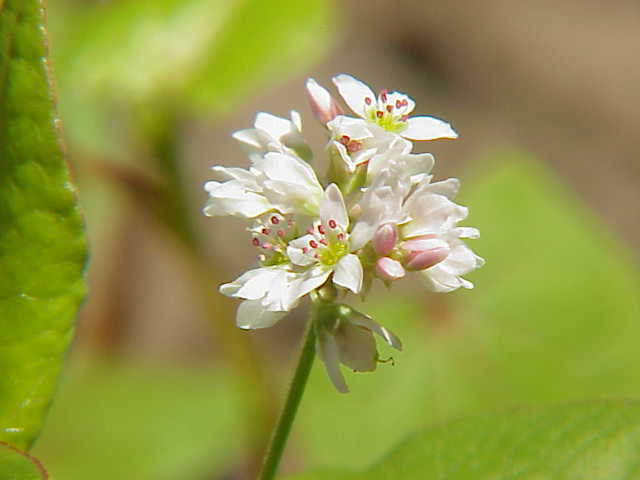
Суцвіття гречки

Деякі квіти забезпечують бджіл сировиною для виробництва меду — нектаром та пилком. Через це вирощують все більше число видів медоносних рослин, таких як гречка, конюшина, ріпак.

### Ефірні олії

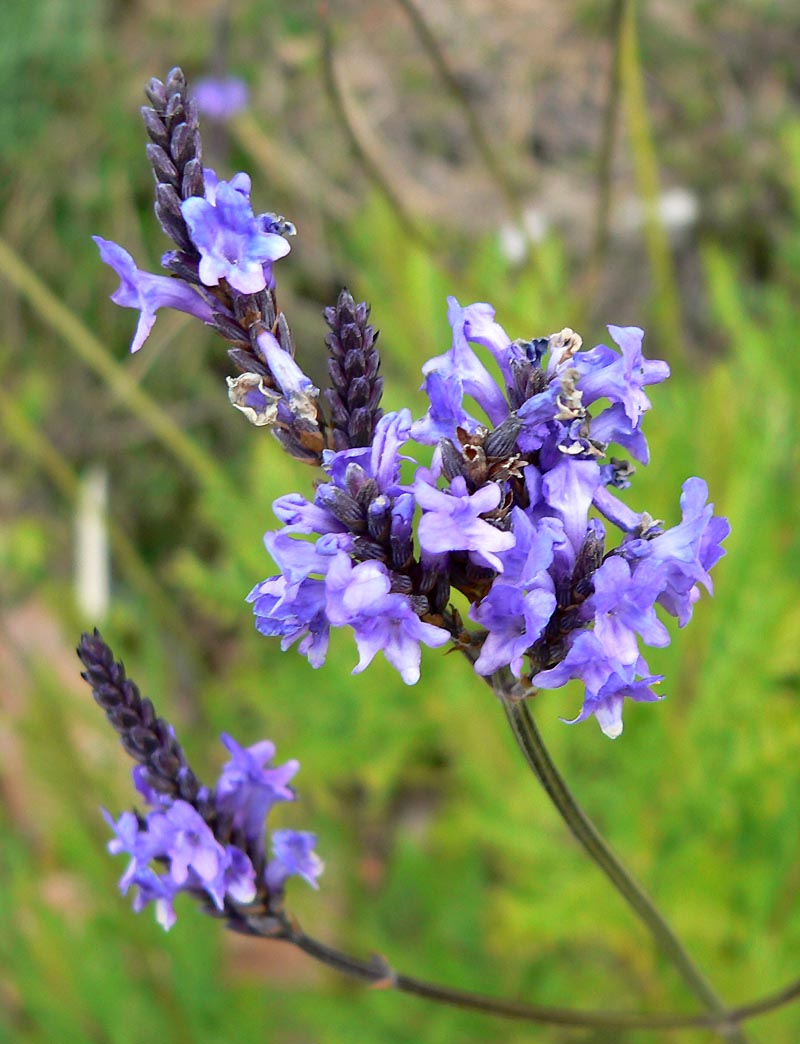
Лаванда канарська (Lavandula canariensis), Канарські острови

Деякі рослини вирощують для того, щоб отримувати ефірні олії власне з квітів. Ефірні олії є сировиною, наприклад, для парфумерної та фармакологічної промисловості. З пелюсток троянд отримують трояндову олію, з кошичків рум'янку — рум'янкову олію, з суцвіть лаванди — лавандову олію та ін.

### Кулінарія

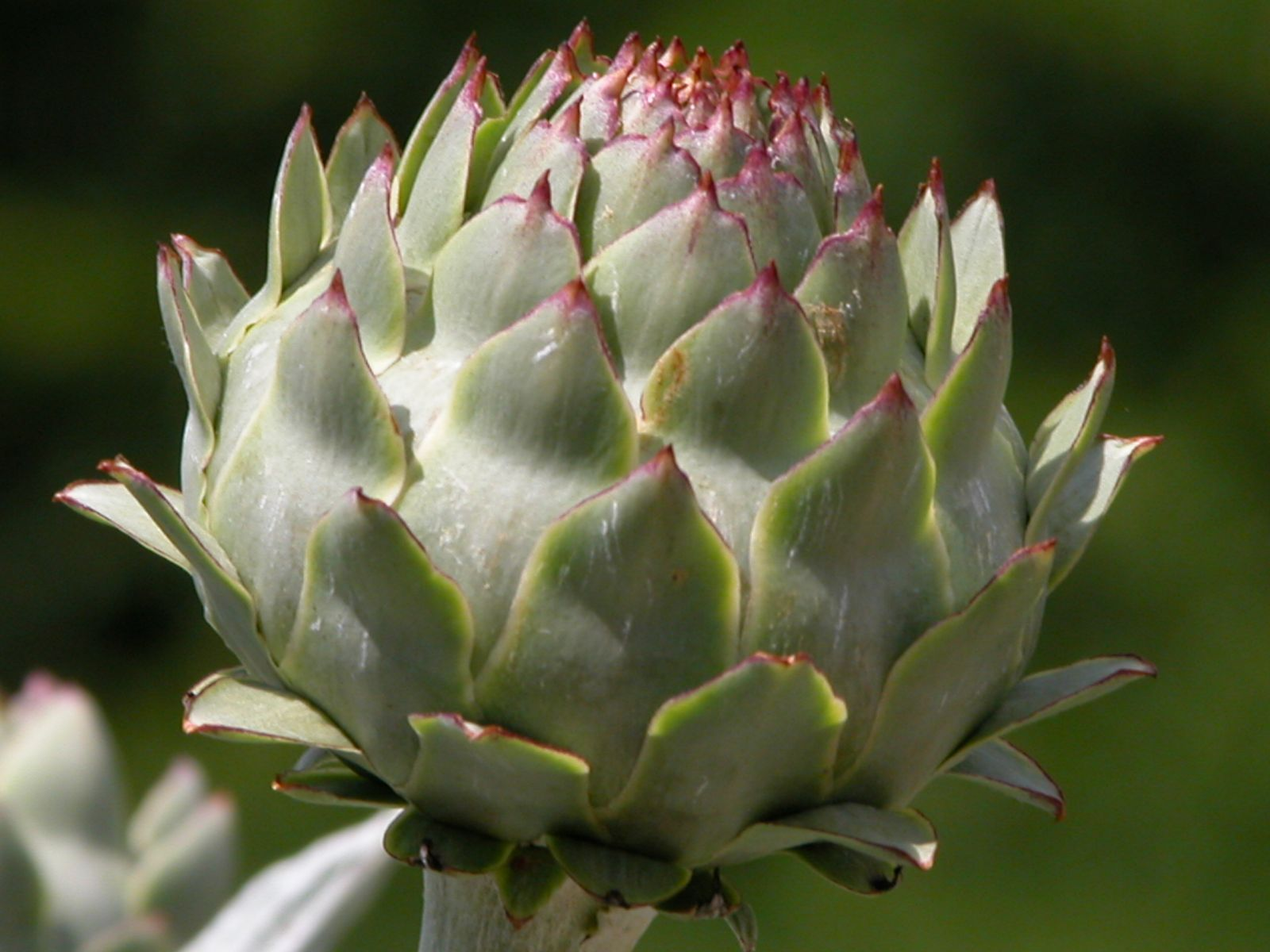
Суцвіття артишоку

Квіти та суцвіття мають менше значення в кулінарії ніж інші частини рослин, але деякі види є важливими овочами та спеціями. Поживними овочами є, наприклад, молоді суцвіття цвітної капусти, броколі, артишоку. Крім того, можна вживати в їжу квіти та суцвіття гарбуза, кабачка, бузини чорної. Суцвіття хмелю є ключовою спецією у виробництві пива. Тичинки з квітів шафрану належать до найдорожчих прянощів, використовуються також як барвник. Пелюстки календули додані в корми для птиці надають інтенсивнішого забарвлення яєчним жовткам.

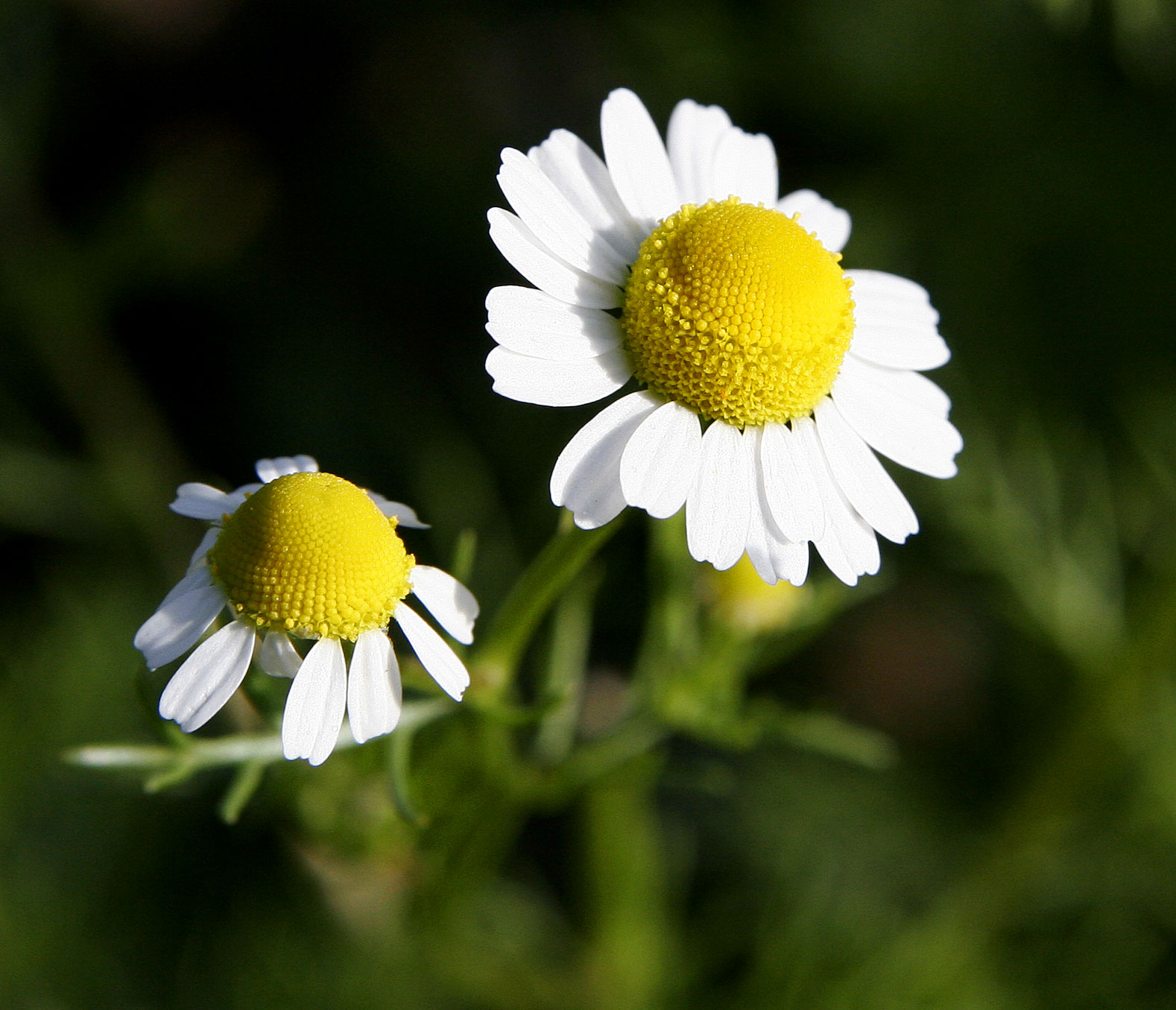
Ромашка лікарська

### Лікарські рослини
Деякі квіти та суцвіття також використовуються як лікарські рослини. Наприклад, квіти ромашки лікарської та суцвіття липи використовуються як протизастудний, протизапальний та спазмолітичний засіб.